# Centrochthonius schnitnikovi
Centrochthonius schnitnikovi es una especie de arácnido  del orden
Pseudoscorpionida de la familia Chthoniidae.

## Distribución geográfica
Se encuentra en Rusia.